# 銳項亞口魚
銳項亞口魚（學名：Xyrauchen texanus），為輻鰭魚綱鯉形目亞口魚科的其中一種，為溫帶淡水魚，被IUCN列為極危保育類動物，分布於北美洲美國懷俄明州、科羅拉多州的科羅拉多河到墨西哥下加利福尼亞州淡水流域，目前僅在科羅拉多河大峽谷上游及下游的米德湖，摩哈維湖與哈瓦蘇湖被發現，本魚體呈紡錘形，最大特徵是背部前部、頭部和背鰭之間的凸起，口近下位，吻圓鈍，體上部橄欖色至棕黑色，下部呈淺黃色，體長可達91公分，壽命可達40年，棲息岩石底質或泥底質流動快速的溪流、湖泊底層水域，以昆蟲幼蟲、藻類、浮游生物、有機碎屑為食，繁殖期在冬末至春季，眼睛可以接收部分紫外線光譜，特別是視網膜接收下方光線的部分，其一生的大部分時間都在紫外線無法穿透的深處度過，但它們會遷移到淺灘繁殖。